# No Grave but the Sea
No Grave but the Sea je páté studiové album skotské powermetalové hudební skupiny Alestorm. Vydáno bylo 26. května 2017 u vydavatelství Napalm Records. Kapela ho natáčela na začátku roku 2017 ve studiu v Orlandu, USA. Na desce se poprvé představil nový kytarista skupiny, Máté Bodor. V deluxe edici alba se objevil bonusový disk, který obsahoval původních deset skladeb, ovšem s tím rozdílem, že všechny vokální linky byly nahrazeni psím štěkotem. K tomu také Alestorm natočili video nazvané „Alestorm Crowdfunding“, které sloužilo převážně jako parodie ke crowdfundingu metalové skupiny Wintersun.

## Seznam skladeb
Všechny skladby napsal(i) Alestorm. 
| Pořadí         | Název                   | Délka |
| -------------- | ----------------------- | ----- |
| 1.             | No Grave but the Sea    | 3:30  |
| 2.             | Mexico                  | 3:10  |
| 3.             | To the End of the World | 6:43  |
| 4.             | Alestorm                | 3:56  |
| 5.             | Bar ünd Imbiss          | 4:11  |
| 6.             | Fucked with an Anchor   | 3:27  |
| 7.             | Pegleg Potion           | 3:54  |
| 8.             | Man the Pumps           | 5:51  |
| 9.             | Rage of the Pentahook   | 3:07  |
| 10.            | Treasure Island         | 7:48  |
| Celková délka: | Celková délka:          | 47:24 |

## Obsazení
- Christopher Bowes – zpěv, keytar
- Gareth Murdock – basová kytara
- Máté Bodor – kytara
- Elliot Vernon – klávesové nástroje
- Peter Alcorn – bicí souprava